# Филетий
Филетий (Филойтий, др.-греч. Φιλοίτιος) — один из персонажей «Одиссеи». Раб Одиссея. Старший коровник в хозяйстве Одиссея.
Когда хозяин вернулся на Итаку, Филетий помогал ему в избиении женихов. Телемах освободил его и сделал гражданином. Родоначальник рода Буколов.